# 高森工業団地
高森工業団地（たかもりこうぎょうぎょうだんち）は福井県大飯郡高浜町が造成した工業団地。

## 沿革
- 1983年（昭和58年）：造成。
- 1984年（昭和59年）：新菱冷熱工業（大阪市）が進出。
- 2005年（平成17年）：OHC福井（高浜町）が工場建設。
- 2006年（平成18年）：Hitzハイテクノロジー（舞鶴市）が進出し、完売。
- 2011年（平成23年）：新菱冷熱工業が工場増設。

## アクセス
- 舞鶴港
- 国道175号
- 舞鶴若狭自動車道大飯高浜インターチェンジより約8km
- JR小浜線・若狭本郷駅より約3km

## 進出企業
- 新菱冷熱工業高浜工場・若狭センター
- Hitzハイテクノロジー若狭事業所
- OHC福井

## 教育施設
- 福井県立若狭高等学校
- 福井県立若狭東高等学校
- 舞鶴工業高等専門学校（国立舞鶴高専）
- 京都府立東舞鶴高等学校

## 職業訓練施設
- 近畿職業能力開発大学校附属京都職業能力開発短期大学校（ポリテクカレッジ京都）

## 近隣施設
- 舞鶴港

## 近隣工業団地
- 竜前企業団地（小浜市）
- 三十三産業団地（若狭町）
- 倉谷工業団地（舞鶴市）
- 平工業団地（舞鶴市）